# アントキの猪木
アントキの猪木（アントキのいのき、本名小松原 裕（こまつばら ゆたか）、男性、1973年6月8日 - ）は、アントニオ猪木のものまね芸を主体とする日本茨城県かすみがうら市出身のものまね芸人。プロレスラー。マセキ芸能社所属。

## 来歴

### デビューまで
千代田村立下稲吉東小学校、下稲吉中学校、茨城県立土浦工業高等学校建築科卒業。中学・高校時代は野球部に所属。専門学校中央工学校建築科卒業。二級建築士資格を有する。
中央工学校卒業後、当時の千代田町職員として町役場に勤務する。建築課・土木課を経て、23歳の時、高齢福祉課に異動。二級建築士の資格を持ちながら高齢福祉課へ配属されたことに本人は不満だったが、高齢者の話相手を続けるうちその仕事が楽しくなり、やがて敬老会、カラオケ大会などイベントの司会も務める。
この時期「アントニオ猪木に似ている」と言われたことをきっかけに司会などで余興ながらものまねを始めるようになったが、上司や市民との喧嘩などが問題視され、主に草刈りなどが仕事の施設管理業務に異動となった後、28歳で退職した。
退職後3年半の間パチプロとして生活しており、他にも合コンのセッティングなど多くの職業を経験。その後、茨城県・土浦のものまねパブ「歌芸夢者」でスタッフとしても働いていたが、ある時にものまねもやってみるように勧められた。当時、ものまねに対して乗り気ではなく、渋々と始めた。

### 『笑っていいとも!』で関係者の目に留まる
『笑っていいとも!』の期間限定コーナー「身内自慢コンテスト」にて、猪木のそっくりさんとして出場し関係者の目に止まったことをきっかけとしてデビュー。以後、『笑いの金メダル』『爆笑レッドカーペット』などで活躍。また、そのかたわら2007年7月11日にハッスルハウスvol.26においてプロレスデビューも果たす。ニックネームは『燃える合コン』。
2007年、飲み会がきっかけで30代実業家と意気投合。1年半に及ぶ交際の末、結婚。猪木の決め台詞「1、2、3ダァーッ！」に引っ掛け2009年1月23日に婚姻届を提出した。

### 偽ジャパン
2015年に、自らが代表を務める「偽ジャパン」（いつわりジャパン）という団体を設立した。他のスポーツ選手のモノマネを得意とするタレントを集め、スポーツを通じた青少年育成やボランティア活動を行う慈善団体として活動している。また、「偽ジャパン」として、茨城県境町の観光親善大使にも任命されている。2017年からはニッポン放送ショウアップナイター応援ユニット、有楽町ベンチーズ監督に就任。背番号は「123」。
2019年4月、同年からベースボール・チャレンジ・リーグのリーグ戦に参加する茨城アストロプラネッツの「球団公認選手兼PRアンバサダー」（登録選手外のスタッフ）として入団。4月6日におこなわれたシーズン開幕戦（ひたちなか市民球場）ではマイクパフォーマンスを披露した。2022年8月29日、茨城初の地区優勝がかかった試合の開始前にパフォーマンスを披露、その試合で茨城は地区優勝を達成した。

## 芸風
- 黒のショートタイツを着用して肩にタオルを掛けて現れ、芸名通りアントニオ猪木の物真似を行う。「元気ですか!!元気ですよ!!」、「元気があれば、○○にもなれる」のフレーズから始める。○○の中身は「コンビニの店員」、「タクシードライバー」など職業であることが多い。そして、『アントニオ猪木が○○だったら』という内容のネタを始める。
- 衣装である黒のショートタイツやガウンの後ろには「顎人（「海人（うみんちゅ）」になぞらえて「あごんちゅ」と読むと思われる）」と書かれており、タオルも自分のキャラクターが描かれたタオルを使う場合もある。
- その他の持ちネタは「元気ですか!?」と掛けた「現金ですか!?」など。例えばとんねるずの石橋貴明に「今日のギャラは振り込みですか?」と振られると「現金ですか!?」と応答し、問いかけに問いかけで答えてどうするんだと突っ込まれると「現金ですよ!」と微調整する。
- 猪木本人同様に、ビンタを行う。
- ネタの中にはゴミの分別や後部座席のシートベルト義務化等、メッセージ性があるものも多い。前述のタクシードライバーのネタでは、3点式シートベルトになぞらえ「1,2,3点式ダー」という。

## 人物
- 身長183cm、体重92kg。血液型B型。
- 趣味は格闘技観戦、居酒屋めぐり、他にボランティアも。

## 出演

### テレビ
- 笑っていいとも!（フジテレビ）
- ウンナン極限ネタバトル! ザ・イロモネア 笑わせたら100万円SP（TBSテレビ）
- 笑いの金メダル（テレビ朝日）
- 爆笑レッドカーペット（フジテレビ）キャッチコピーは「新たなる闘魂伝説」。コラボカーペットで世界のナベアツや小島よしお&くまだまさしと共演。
- くりぃむナントカ（テレビ朝日）
- 明石家さんちゃんねる（TBSテレビ）
- タモリのボキャブラ天国 大復活祭スペシャル（フジテレビ、2008年）キャッチコピーは「燃えぬ闘魂」
- オールスター感謝祭（TBSテレビ）
- お笑いDynamite!（TBSテレビ、2007年12月29日・2009年5月3日）
- ゆうどきネットワーク（NHK総合テレビジョン）
- VS嵐（フジテレビ、2011年）
- ジョージ・ポットマンの平成史（テレビ東京、2012年）
- 燃える男 中畑清の1・2・3絶好調（千葉テレビ放送、2016年8月6日 - ） タイトルの「1・2・3」は、猪木の「1・2・3、ダー」からとったもの。偽ジャパンのメンバーも出演。
  - アントキの猪木の企業闘魂注入!（千葉テレビ放送、2017年7月2日 - ）上記番組の派生番組。

他

### ドラマ
- 炎神戦隊ゴーオンジャー（テレビ朝日）害水目蛮機獣スプレーバンキ（声） 役
- オトメン（乙男）

### 映画
- クラッシャーカズヨシ

### ミュージックビデオ
- ザ・ルーズドッグス「君とまた逢うために僕がすべきこと」

### 映像作品
- アントキの猪木のダーッしますか!?
- ダァーッ!トファイトキャンプ

### ラジオ
- 「アントキの猪木 わっしょい!JAPAN」（調布FM）[8]

### ゲーム
- デキる男のモテライフ 昼のモテ講座編・夜のモテ実戦編（タカラトミー） 声の出演

### CM
- プロクター・アンド・ギャンブル「ボールド」 玉山鉄二と共演。
- JAあいち豊田（2008年）東海ラジオ ガッツナイター・金曜日限定ローカルCM
- 大正製薬「大正漢方胃腸薬」（2008年） 長塚京三と共演。
- キャドバリー「クロレッツアイス」 声とCGのみ
- イエローハット 2008年年末セール
- TSUTAYA
- アサヒビール 阪神甲子園球場 勝利を願って乾杯！！イベント（2011年）甲子園球場の阪神戦で6回裏開始前に流される映像。トラッキーと共演。

なおこのCM、翌2012年にアントニオ猪木本人に取って代わられている。
- イオン「元気一番市」（2011年） 関西店舗限定
- BigWave
- ぜにや

### Web
- アントキの猪木インタビュー モッテコ書店 （2009年8月14日）